# Arado E.381
Arado E.381 (на немски: Arado E.381 „Kleinstjäger“, на български Арадо Е.381 „Малък изтребител“) е проект на немски ракетен изтребител-прехващач с ракетен двигател с течно гориво. Разработен е през декември 1944 г. от фирма Arado. Предполагало се с, че изтребителят ще се издига във въздуха прикрепен под фюзелажа на бомбардировач Ar 234 и след отделяне от самолета-носител на височина, превишаваща с над 1000 m височината на полета съединенията на съюзническите бомбардировачи, е трябва да ги атакува в режим на пикиране. Ракетният двигател е трябвало да се включи при извършване на повторна атака. Работата по проекта е била прекратена поради липса на финансиране и затрудненото положение на Германия на фронта в края на Втората световна война.
Завръщането в базата след изпълнение на бойна задача се е осъществявало в режим на планиране с кацане на изтегляща се подфюзелажна шина, а в случай на необходимост, при пробега е било възможно да се използва спирачен парашут. За повишаване шанса за оцеляване в битка, както и с цел намаляване на претоварването върху пилота, фюзелажът на изтребителя е бил проектиран да бъде с възможно по-малко фронтално сечение, така че в кабината пилотът е управлявал в легнало положение.

## Разработка
Почти към края на Втората световна война, през декември 1944 г., немските самолетни производители Arado, BMW, Gotha, Heinkel, Henschel и Zeppelin представят своите проекти за малък самолет с ракетни и въздушно-реактивни двигатели, предназначен за въздушен бой или за унищожаване на наземни цели. Всички проекти предполагали експлоатация на самолета при по-големи натоварвания, действащи върху конструкцията. Претоварването надвишавало максимално допустимите стойности, на които би издържал пилот в седнало положение. За намаляване на претоварването върху пилота, конструкторите го разполагат в легнало положение. Това решение също така позволило намаляването на напречното сечение на фюзелажа, теглото и аеродинамичното съпротивление. Освен това, по-малкото сечение на фюзелажа позволявало да се намали вероятността за попадения на вражески снаряди в самолета.
Фирмата Arado предлага на Министерството на въздухоплаването проекта за изтребител E.381, предназначен за унищожаване на бомбардировачи на съюзниците. Предполагало се е, че изтребителят ще бъде издиган във въздуха прикрепен под фюзелажа на реактивен бомбардировач Ar 234. Проектът се е изпълнявал в три варианта – Ar Е.381-I, Ar Е.381-II и Ar Е.381-III. Всички били оборудвани с течногоривен ракетен двигател Walter HWK 109-509. След отделянето от самолета-носител, E.381 е трябвало да атакува в режим на пикиране. Кацането е било предвидено да се осъществява посредством изтегляща се подфюзелажна шина. Нито един от вариантите на изтребителя не е бил завършен. Няколко дървени планери и един макет са били построени през 1944 г. за обучение на пилоти. Проектът е бил спрян поради липса на средства и интерес от страна на Министерството на въздухоплаването.

## Варианти
При този вариант изтребителят е имал високоразположено правоъгълно крило, раздалечено вертикално оперение, закрепено в краищата на хоризонталното оперение. Кабина, в която пилотът се е разполагал в легнало положение, представлявала вмъкната във фюзелажа стоманена тръба с дебелина на стените 5 мм. Остъкленият носов обтекател е имал вътрешен защитен екран от бронирано стъкло с дебелина 140 mm. Два резервоара с гориво C-Stoff и един с окислител T-Stoff се намирали зад кабината, между пилота и двигателя. В обтекателя над фюзелажа е било монтирано едно 30 mm оръдие MK 108 с боекомплект от 60 снаряда (според някои данни – 45). Ar E.381-I е бил оборудван с ракетни двигатели Walter HWK 109-509B, монтирани в опашката част на фюзелажа. Достъпът до кабината е бил през горен брониран люк, така че преди отделянето от самолета-носител, пилотът не е можел да напусне кабината.
Вторият вариант Arado E.381-II имал подобрен обзор от кабината, увеличени размах на крилете и дължина на фюзелажа. За двигател е бил използван течноракетен Walter HWK 109 – 509 A-2 с тяга 1700 kgs. Въоръжен е бил с едно оръдие MK 108 с 45 снаряда.

### Arado E.381-III
Третият вариант е бил с увеличени габарити, в сравнение с втория. Формата на напречното сечение на фюзелажа се е приближавала до триъгълна. При този вариант входният люк е бил отстрани. Това е било направено, за да може да се осигури възможност на пилота в случай на аварийна ситуация да напусне самолета преди отделянето му от носителя. Предвиждало се вместо с оръдие, Arado E.381-III да бъде въоръжен с шест ракети RZ 65, окачени под крилото.

### Сравнителна таблица[11]
| Вариант         | Дължина | Размах на крилете | Височина | Площ на крилете | Тегло празен | Полетно тегло | Максимална скорост |
| --------------- | ------- | ----------------- | -------- | --------------- | ------------ | ------------- | ------------------ |
| Arado E.381-I   | 4,69 m  | 4,43 m            | 1,29 m   | 5 m²            | 830 kg       | 1200 kg       | 900 km/h           |
| Arado E.381-II  | 4,95 m  | 5 m               | 1,15 m   | 5 m²            | N/A          | 1265 kg       | 885 km/h           |
| Arado E.381-III | 5,7 m   | 5,05 m            | 1,51 m   | 5,5 m²          | N/A          | 1500 kg       | 895 km/h           |

## Летателно-технически характеристики
Посочените по-долу характеристики съответстват на модификацията Arado E.381-I:
Технически характеристики
- Екипаж: 1
- Дължина: 4,69 m
- Размах на крилете: 4,43 m
- Височина: 1,29 m
- Площ на крилете: 5 m²
- Тегло празен: 830 kg
- Максимално полетно тегло: 1200 kg
- Двигател: 1 × ракетен с течно гориво Walter HWK 109-509B

Летателни характеристики
- Максимална скорост: 900 km/h на височина 8000 m

Въоръжение
- 1 × 30 mm оръдие MK 108
- 6 × ракети RZ73 (за модификация Arado E.381-III)